# خشخاش لبناني
الخشخاش اللبناني (الاسم العلمي: Papaver libanoticum) نوع نباتي يتبع جنس الخشخاش من الفصيلة الخشخاشية.  

## الموئل والانتشار
موطنه بلاد الشام.